# Cyclosa moonduensis
Cyclosa moonduensis är en spindelart som beskrevs av Benoy Krishna Tikader 1963. Cyclosa moonduensis ingår i släktet Cyclosa och familjen hjulspindlar. Inga underarter finns listade i Catalogue of Life.